# 이사 칼론
이사 칼론(영어: Issa Kallon, 1996년 1월 3일 ~ )은 시에라리온의 축구선수이며, 현재 중국 슈퍼 리그의 난퉁 즈윈에서 미드필더로 뛰고 있다.